# Högtjärnen (Skogs socken, Hälsingland)
Högtjärnen är en sjö i Söderhamns kommun i Hälsingland och ingår i Skärjåns huvudavrinningsområde. Sjön har en area på 0,387 kvadratkilometer och ligger 58,8 meter över havet. Sjön avvattnas av vattendraget Skärjån (Tönsån).

## Delavrinningsområde
Högtjärnen ingår i det delavrinningsområde (677222-155655) som SMHI kallar för Utloppet av Högtjärnen. Medelhöjden är 70 meter över havet och ytan är 2,24 kvadratkilometer. Räknas de 49 avrinningsområdena uppströms in blir den ackumulerade arean 217,95 kvadratkilometer. Avrinningsområdets utflöde Skärjån (Tönsån) mynnar i havet. Avrinningsområdet består mestadels av skog (76 procent). Avrinningsområdet har 0,39 kvadratkilometer vattenytor vilket ger det en sjöprocent på 17,3 procent.